# غي دو موباسون
غي دو موباسون  (1850- 1893) (بالفرنسية: Guy de Maupassant)‏ هو كاتب وروائي فرنسي وأحد آباء القصة القصيرة الحديثة(la nouvelle) . وكان عضوا في ندوة إميل زولا.
ولد موباسون بقصر ميرونمسنل بنورمانديا، وكان له أب من سلالة أرستقراطية تدهورت إلى مباءة الإفلاس وكان أبوه اباحيا يخالط سامي النساء ودانيهن. أما أمه من سلالة من العامة سمت إلى الخلق الفني وكانت ترثى دوما ذكرى أخيها الشاعر وتطمح في أن ينشأ ابنها كرجل سوي.
درس موباسون القانون، والتحق بالجيش الفرنسي ثم عمل ككاتب في البحرية. وقابل جوستاف فلوبير عن طريق صِلاَتِ أسرته ليصبح فيما بعد تلميذه المخلص، وقد قدم فلوبير لتلميذه نظرية للنجاح الأدبي تتكون من ثلاثة أجزاء: لاحظ، لاحظ، ثم لاحظ.
من أشهر قصصه: "كرة الشحم"، «بيير وجان»، بيل أمي ومن أهم قصصه القصيرة: "العقد"، «الآنسة فيفي»، في الحقول.
و قد كان يقول: «ان هناك من الحقائق ما يساوي الناس عداً.فكل منا يكون لنفسه صورة خادعة عن العالم. وهو خداع شعري أو عاطفي أو بهيج أو مقبض أو قذر أو كئيب حسبما تكون طبيعته.. كخداع الجمال وهو تقليد إنساني.. وخداع الدمامة وهو فكرة متغيرة.. وخداع النذالة الذي يستهوي الكثيرين. وكبار الفنانين هم أولئك الذين يستطيعون حمل الإنسانية على قبول انخداعاتهم الخاصة»
كان موباسون الرسام الأكبر للعبوس البشري ودوما ما كان يصاب بصداع وكان يتلوى ساعات من الألم حتى أصيب بالجنون سنة 1891 ومات في إحدى المصحات.
مهم) النموذج الكامل للقصة القصيرة الحلية (غي دو موباسان))
الحلية قصة قصيرة.
وقد اجتمعت آراء النقاد في العالم علي أن هذه القصة هي النموذج الكامل للقصة القصيرة ذات النهاية المفاجئة، التي تتوافر فيها العناصر الأساسية للقصة القصيرة: الشخوص، والمكان والزمان، والمسوغات المنطقية للأحداث، والنهاية، كما تتوافر فيها عناصر أخرى مثل: التشويق، والمصادفة المعقولة، والتصوير الدرامي، والتدرج لبلوغ النهاية.

## من مؤلفاته
في عام 1881م نشر قصصه الأولى «La Maison Taillier»، ثم بعد عامين روايته البكر «Une vie» لتبدأ معها شهرته، وخصوصاً بعد صدور روايته «Bel-Ami» عام 1885م والتي جنى من مبيعاتها مالاً وفيراً، إذ لاقت انتشاراً واسعاً بإعادة طبعها (36 طبعة)، وقد أحدثت الرواية ضجةً أخلاقيةً وأصداء نقدية قوية، وبموازاة إنتاجه القصصي والروائي كان لموبسان قلمٌ غزيزٌ في الصحافة نشر فيها تعليقاته وقصصَه التي بلغت ثلاثمائة قصة، قبل نشرها في مجاميع مستقلة. أنجز موبسان في فترة وجيزة أعماله كلها، من سنة 1880 إلى 1890، حتى لُقب: „ثور النورماندي“.

### من مؤلفاته المترجمة للعربية
- كتاب: «قصص الفانتاستيك» (ترجمة أحمد المديني عام 2023م).

## روابط خارجية
- غي دو موباسان على موقع IMDb (الإنجليزية)
- غي دو موباسان على موقع الموسوعة البريطانية (الإنجليزية)
- غي دو موباسان على موقع قاعدة بيانات الأفلام العربية
- غي دو موباسان على موقع ميوزك برينز (الإنجليزية)
- غي دو موباسان على موقع إن إن دي بي (الإنجليزية)
- غي دو موباسان على موقع ديسكوغز (الإنجليزية)
- غي دو موباسان على موقع قاعدة بيانات الفيلم (الإنجليزية)